# Buntine Highway

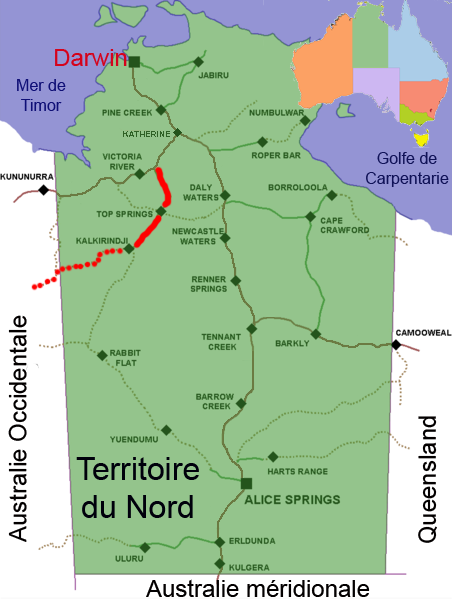
La buntime Highway dans le Territoire du Nord.

La Buntine Highway est un axe routier long de 570 km situé dans le Territoire du Nord et en Australie-Occidentale, en Australie. Elle démarre au niveau de Willeroo, dans le Territoire du Nord de la Victoria Highway pour aller vers le sud, traverse Top Springs et Kalkaringi avant de s'orienter vers l'ouest et aller rejoindre Halls Creek en Australie-Occidentale. Le tronçon entre la Victoria Highway et Kalkaringi est une route goudronnée à voie unique, le reste est de la piste.